# Evgheni Pokotilov
Evgheni Pokotilov (27 ianuarie 1927, Odesa, din RSSU – 1 februarie 2011, Chișinău, din R. Moldova) a fost un specialist în domeniul fizicii corpului solid și nanofizicii, care a fost ales ca membru corespondent al Academiei de Științe a Moldovei (din 1989).

## Biografie
S-a născut la Odesa. Este fiul lui Piotr Pokatilov. Fost membru ULCT în anii 1941-1955. În anul 1950 a absolvit facultatea de fizică și matematică a Universității de Stat din Chișinău, specialitatea Fizica. 
În anul 1961 susține teza de doctor în știinșe fizico-matematice, cu subiectul „Problemele interacțiunilor electronului cu oscilațiile optice și centrele de impuritate în semiconductori” sub îndrumarea Dr. Conf. Iurie Perlin. 
În anul 1971 susține teza de doctor habilitat: „Procese polaronice și dispozitive- relaxative, condiționate de imperfecțiunile rețelei”.
În anul 1973 i se conferă titlul de profesor universitar, iar în anul 1989 - de membru corespondent al Academiei de științe din Moldova.
Activează din anul 1950 la Universitatea din Moldova în cadrul catedrei de de fizică (1950-1953) și al catedrei de fizică teoretică (1953-pînă la deces). A decedat pe 1 februarie 2011.

## Activitate științifică și didactică
Predă cursurile:
- Termodinamica
- Fizica statistică

Cursuri speciale:
- Teoria grupurilor și aplicarea lor în fizică
- Integrarea după traiectorii ]n mecanica cuantică și fizica statistică

Interese științifice:
- Fizica semiconductorilor și dielectricilor
- Fenomene optice și cinetice în structuiri cu dimensiuni reduse

Are 272 de publicații (în colaborare). Este autorul a 13 invenții, inclusiv:
- fenomene de distribuire a polaritonilor superficiali întinși spațial în suprafețele binare, Diploma Nr. 119, 31 august 1999, Eliberată de Academia de științe a Rusiei

## Discipoli
- Vladimir Fomin
- Valeriu Canțer
- Stepan Beril
- Anatoli Kliukanov
- Sergei Klimin
- Natalia Semenovskaia
- Denis Nika
- Oleg Gorea

și alții

## Distincții, onoruri
- Laureat al Premiului de Stat din RSSM ]n domeniul științei și tehnicii (1987)
- distins cu medalia de argint "Academicianul P.L. Kapitza" a Academiei de științe reale *RAEN* a Rusiei (2000)
- Membru al societății fizicienilor din Moldova

## Despre
- Chestionarul profesorilor USM, 2001
- Nauke nuzhny lichnosti (E. Pokotilov), un interziu de B. Kovarski, Sovetskaia Moldavia, 1989, 26 aprelia
- Akademos, N.2-3(7), 2007, p. 87
- Gheorghe Rusnac, Valeriu Cozma, "Profesorii Universității de Stat din Moldova", Chișinău, 2001, Editura "CE USM"